# Monoculodes carinatus
Monoculodes carinatus är en kräftdjursart som beskrevs av Charles Spence Bate 1857. Monoculodes carinatus ingår i släktet Monoculodes och familjen Oedicerotidae. Arten är reproducerande i Sverige. Inga underarter finns listade i Catalogue of Life.